# 绛宾
绛宾（?—?），公元前1世纪的龟兹国王。他娶了乌孙昆弥翁归靡和汉朝楚公主刘解忧的长女弟史为妻。元康元年（前65年），绛宾和弟史入朝朝见汉宣帝。绛宾受印赐绶，弟史封为公主。汉宣帝又赏赐他们车骑和珍宝，他们在长安住了一年才回龟兹。回国后，绛宾模仿汉朝制度建立宫殿，制定礼仪。此时被西域其他国家讥笑。死后，其子丞德即位，自称汉外孙。